# Liste des organistes de la cathédrale Notre-Dame d'Anvers

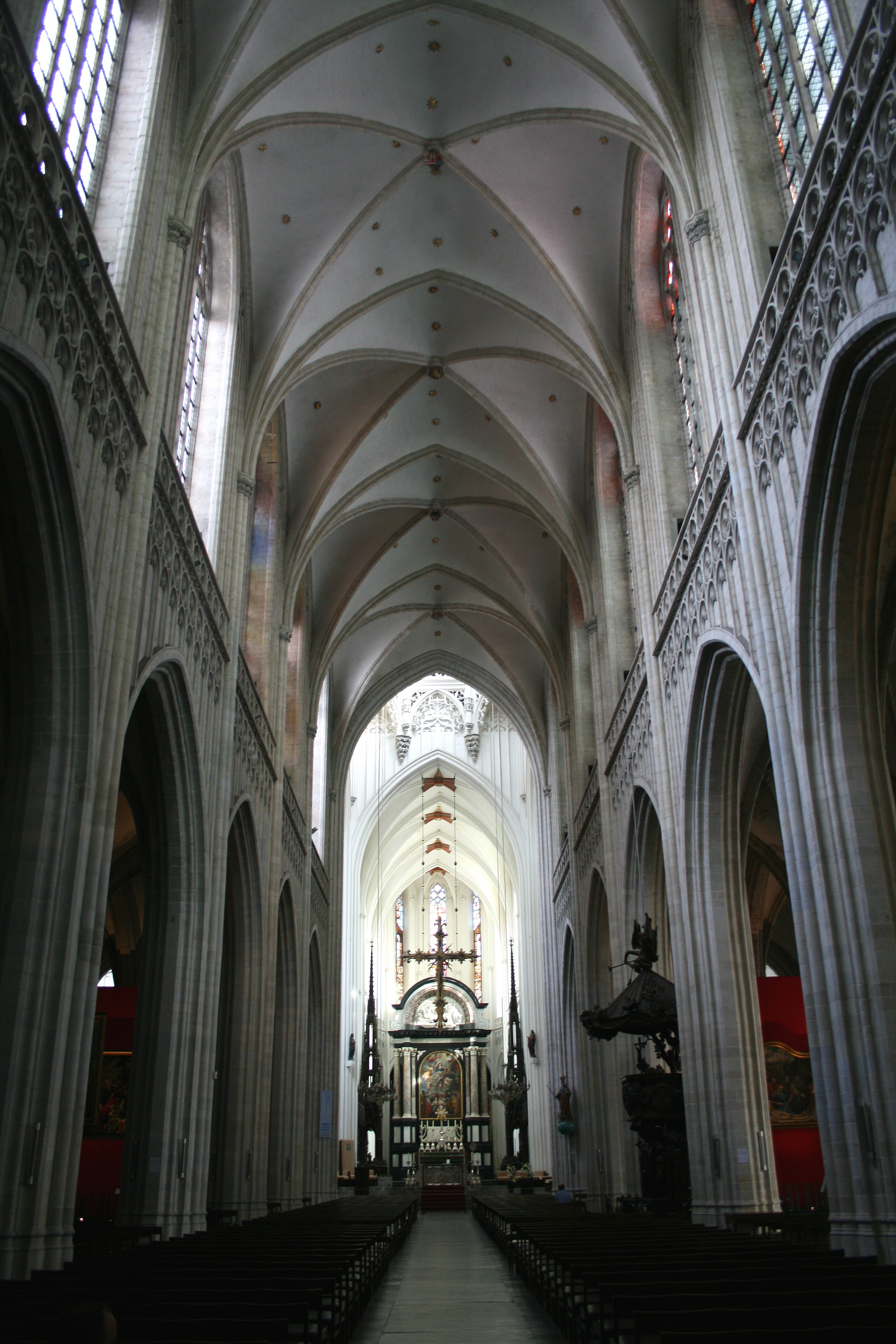
Vue de la nef centrale de la cathédrale Notre-Dame d'Anvers.

## Introduction
Avant la Révolution française, la cathédrale Notre-Dame d'Anvers possédait trois orgues : l'orgue de la cathédrale même et deux orgues appartenant aux chapelles de deux confréries.  
La confrérie de Notre-Dame (ND) fut fondée en 1478.  La confrérie du Saint-Sacrement (SS) date de 1672.  Elles avaient chacune leur propre organiste, bien que, souvent, un organiste servît les deux confréries.  
La liste ci-dessous indique à quel orgue les organistes étaient liés.  Sauf indication contraire, la date donnée fait référence à la nomination d'un organiste à l'orgue principal.

## Liste des organistes de la cathédrale Notre-Dame d'Anvers

### Jusqu'à l'élévation au statut de cathédrale en 1559
- 1433 – : Jan Van Lare
- 1493 – 1501 : Henri Bredeniers
- 1503 – 1529 : Jacob Van Doren (Van Doirne, Van Doorne, Doerne)
- 1514 (ND) – 1516 : Benedictus de Opitiis (de Opiciis)
- 1552 – 1556 : Kerstiaen de Moryn (Christian de Morien, Chrétien de Morien)

### De 1559 jusqu'à la fermeture de la cathédrale en 1797

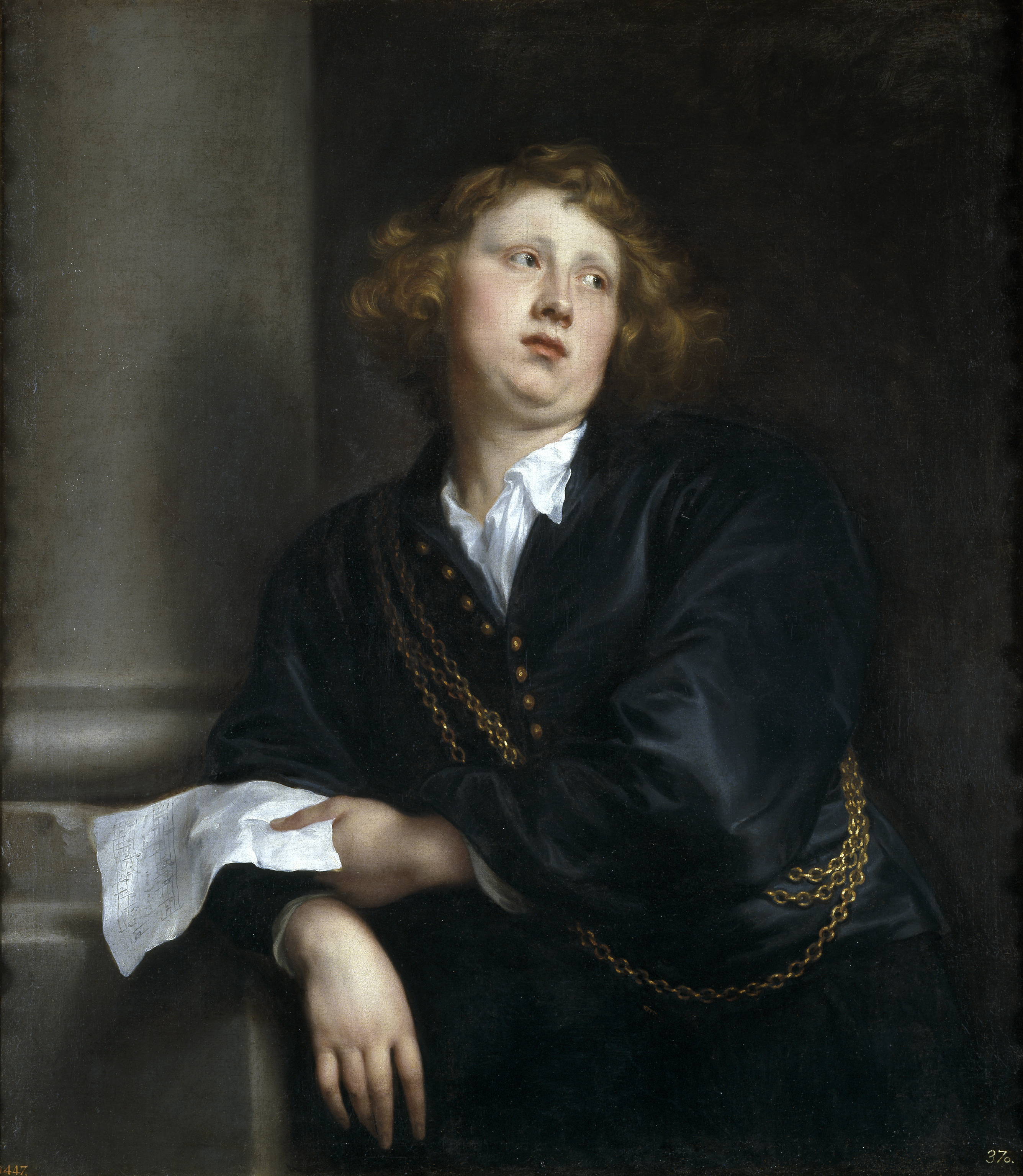
Portrait de Liberti par Van Dyck. Liberti fut organiste de la cathédrale Notre-Dame d'Anvers.

- 1557 (ND) – 1581 : Servaes van der Meulen
- 1585 – 1615 : Rombout Waelrant
- 1615 (ND) 1617 – 1628 : John Bull
- 1628 – 1661 : Henricus Liberti
- 1666 (C) 1669 (ND) – 1687  (K) (ND) : Jozef Rouwels
- 1687 (ND) – 1702 (ND) : Walter Delien (Deleije)
- 1702 (ND) – 1743 (ND) : Jean-Charles Govaerts
- 1704 (C) 1717 (ND) – 1721 (SS) : Jacques La Fosse
- 1721 (SS) – 1726 : Dieudonné Raick (Rijck, de Rijcke)
- 1725 (SS) – 1726 :  Johan-Adam-Joseph Faber
- 1743 – 1786 (ND) : Gommaire-François de Trazegnies
- 1757 – 1764 : Dieudonné Raick
- 1765 – 1803 : Pieter Joseph van den Bosch
- 1786 (ND) – 1803 (SS) 1804 : François-Joseph de Trazegnies

### Organistes titulaires à partir de la réouverture de l'église en 1802
- 1843 – 1853 : Karel Delin
- 1855 – 1901 : Joseph Callaerts
- 1901 – 1926 : Gustaaf Brees
- 1926 – 1962 : Alex Papen
- 1962 – 2002 : Stanislas Deriemaeker
- 2002 – : Peter Van de Velde

## Sources
- (nl) Cet article est partiellement ou en totalité issu de l’article de Wikipédia en néerlandais intitulé « Lijst van organisten van de Onze-Lieve-Vrouwekathedraal van Antwerpen » (voir la liste des auteurs).
- (fr) GREGOIR, Édouard Georges Jacques.  Historique de la facture et des facteurs d'orgue, Anvers, Imprimerie L. Dela Montagne, 1865, p. 255-280.
- (fr) FÉTIS, François-Joseph.  Biographie universelle des musiciens et bibliographie générale de la musique, 2e édition, Paris, 1862-1866.
- (fr) LEVAUX, Thierry.  Dictionnaire des Componistes de Belgique du Moyen Âge à nos jours, Conseil de la Musique de la Communauté Française de Belgique, Éd. Art in Belgium, 2006  (ISBN 2-930338-37-7), p. 736.
- (nl) ROQUET, Flavie.  Lexicon: Vlaamse componisten geboren na 1800, Roulers, Roularta Books, 2007  (ISBN 978-90-8679-090-6), p. 946.